# Głamstawki
Głamstawki – uroczysko - dawna miejscowość w Polsce, położona w województwie warmińsko-mazurskim, w powiecie bartoszyckim, w gminie Bartoszyce.
Znajduje się na obszarze Bezled, na północ od nich, tuż przy byłej linii kolejowej na wschód od niej.
Miejscowość wymieniana jako Gamzławki i Głamsławki (niem. Glamslack, Glamslak). Była to osada z folwarkiem, wymieniana w dokumentach z XIX w., istniała jeszcze w 1945 roku.
W 1889 roku osada z folwarkiem należała do majątku Bezledy, należącego do rodu von Oldenburg.
4 lutego 1945 osada została zajęta przez wojska 2 Armii 3 Frontu Białoruskiego Armii Czerwonej. W 1948 nadano jej oficjalną polską nazwę Głamsławki, należała wówczas do powiatu iławeckiego.
Miejscowość po całkowitym wyludnieniu przestała istnieć, aktualnie brak śladów po domostwach i innych zabudowaniach.